# Вилађо Нуово (Белуно)
Вилађо Нуово (итал. Villaggio Nuovo) је насеље у Италији у округу Белуно, региону Венето.
Према процени из 2011. у насељу је живело 123 становника. Насеље се налази на надморској висини од 287 м.